# Sant Martí del Sas
Sant Martí del Sas és un llogaret que pertany al municipi d'Areny de Noguera, a la Ribagorça (Aragó).
Situat al nord de Ribera de Vall. Va formar part de l'antic terme de Cornudella de Valira.
Hi ha una ermita romànica, del mateix nom, que des del segle IX acollia un antic monestir benedictí. Cap a l'any 970, quasi ja no tenia comunitat i els seus bens van passar a Santa Maria d'Alaó.